# Дани (народы)

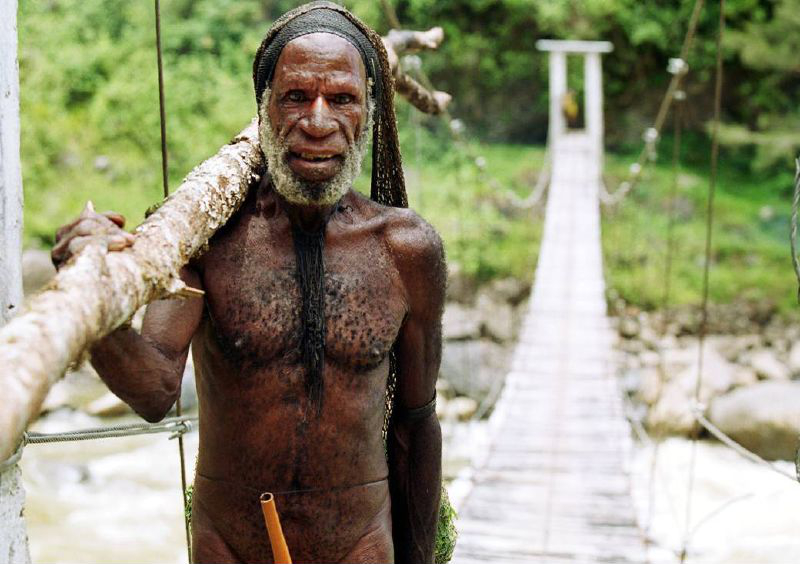
Представитель народа дани из Балиемской долины

Дани, ндане — народ в Индонезии, обитающий в горных частях Западной Новой Гвинеи, провинция Папуа (ранее известная как Ириан Джая).
Дани — одна из наиболее известных этнических групп папуасов из-за относительно большого количества туристов, которые посещают Балиемскую долину, в которой они преобладают.

## Язык
Лингвисты выделяют четыре диалекта языка дани:
- Дани нижней долины (20 000 человек)[1]
- Дани средней долины (50 000 человек)[2]
- Дани верхней долины (20 000 человек)[3]
- Западные дани (180 000 человек)[4]

В языке дани нет названий цветов, за исключением ахроматических белого и чёрного. Эта характерная черта языка дани предоставляет большое поле для исследования учёными-филологами связи между языком и мышлением племени.

## Традиционные занятия
- охота
- собирательство
- торговля
- скотоводство

## Общество
В основе традиционной социальной организации — объединение кланов. Лидерство в клане определяется воинскими качествами.

## Культура

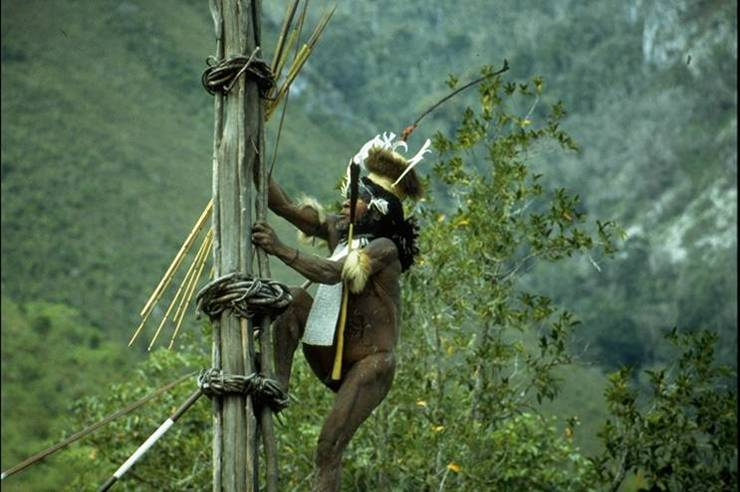
Военный вождь дани из деревни Курулу в долине Балием.

Свинья очень важна для культуры дани, являясь самым важным инструментом используемым в торговле, особенно в приданом. Также свинью используют для определения «Большого человека» (вождь, глава деревни), измеряя богатство пиршества, устроенного организатором, по числу зарезанных свиней.
Дани выработали необычный способ приготовления свиньи и некоторых местных растений, таких как сладкий картофель, бананы и маниок. Они кладут камни в костёр, пока они не раскалятся, затем заворачивают мясо и кусочки сладкого картофеля или банана в банановые листья. Этот сверток кладут в горшок, на дне которого находятся часть раскаленных камней, а оставшиеся камни кладут сверху и затем горшок покрывают травой, чтобы удержать жар внутри. Через несколько часов горшок достают и приступают к еде.
Плоды растений дани используют и для изготовления специфической одежды. Из засушенных тыкв — калебас, а также других подходящих по форме и характеристикам плодов члены племени мастерят чехлы для пениса — котеки, у дани последние — длинные и узкие. Благодаря именно этой традиционной одежде племя достаточно хорошо известно, его представители охотно фотографируются с туристами и зарабатывают на этой деятельности неплохие деньги.

## Этнография
В 1961 Роберт Гарднер начал съёмку фильма о жизни дани Балиемской речной долины. В 1965 он создал фильм «Мертвые птицы» исходя из опыта наблюдения за жизнью племени. Гарднер придал особое значение темам смерти людям-птицам культуры дани. «Мертвые птицы» или «мертвые люди» — это термины, которые дани применяют к оружию, взятому у врага во время битвы. Эти трофеи выставляют на всеобщее обозрение в течение двух дней танцев победы после смерти врага.